# 아카디아

아카디아의 깃발

아카디아(영어: Acadia 어케이디아[*]) 또는 아카디(프랑스어: Acadie 아카디[*])는 북아메리카 북동부의 옛 프랑스 식민지를 부르던 이름이다. 퀘벡주의 동쪽과 노바스코샤주, 뉴브런즈윅주, 프린스에드워드아일랜드주, 뉴펀들랜드 래브라도주, 그리고 미국의 뉴잉글랜드 지역이 여기에 해당한다.

## 역사
당초 이 지역은 프랑스 중서부 출신을 중심으로 정착지가 조성되었다. 그러나 프랑스령 누벨프랑스(현재의 퀘벡)와 영국령 뉴잉글랜드의 사이의 지정학적 위치로 인해 북미 식민지의 패권을 다투는 두 국가가 아카디아를 두고 잦은 영유권 분쟁을 벌여왔다. 1755년, 프렌치 인디언 전쟁이 발발하면서 영국은 프랑스계 주민들에게 영국에 충성을 맹세하도록 강요했다. 그러나 이들이 충성을 거부하고 중립을 고수하자 영국군은 프랑스계 주민들의 집을 불태우고, 토지를 몰수하여 프랑스 본국 또는 영국 식민지로 강제 이송하는 조치를 취했다. 이 사건은 대격변(Great Upheaval), 대추방(Great Expulsion), 퇴거(Deportation) 또는 아카디아 주민 추방(Acadian Expulsion) 등으로 불린다. 퇴거를 피한 프랑스계 주민의 대부분은 원주민의 도움을 받아 프랑스령 누벨프랑스로 피신했다. 퀘벡 마들렌 제도는 영국군의 힘이 미치지 않아 아카디아의 마을은 살아났다.
이송된 아케이디아 주민들은 1763년 경부터 영국령이 된 이전 아카디아로 귀환하기 시작했다. 영국계 정착민들을 피해 뉴브런즈윅 주 남동부(멍크턴 부근) 연안, 북부 연안, 그리고 주 북서부 세인트 존 강 유역의 마다와스카 군, 노바스코샤, 케이프브레턴섬의 셰티캠프와 세인트매리스 만, 프린스 에드워드 아일랜드 남서부 에그몬트 만, 몬트 카멜 부근 등 대부분 해안 토지에 정착했다. 대구 잡이와 대구 가공으로 생계를 유지했다. 또한 아카디아의 일부는 북미 남동부 루이지애나 지역에서 현재 아케이디아나라는 지역에 정착하여 ‘케이준’의 시조가 되었다.

## 같이 보기
- 아케디아 국립공원
- 케이준
- 아카디아 퇴거